# (5953) Shelton
(5953) Shelton es un asteroide perteneciente al cinturón de asteroides, región del sistema solar que se encuentra entre las órbitas de Marte y Júpiter, más concretamente a la familia de Focea, descubierto el 25 de abril de 1987 por Carolyn Shoemaker y por su esposo que también era astrónomo Eugene Shoemaker desde el Observatorio del Monte Palomar, Estados Unidos.

## Designación y nombre
Designado provisionalmente como 1987 HS. Fue nombrado Shelton en homenaje a Ian Shelton, astrónomo canadiense, más conocido por ser el descubridor de la supernova en la Gran Nube de Magallanes el 24 de febrero de 1987. Durante sus cuatro años como observador residente en el Observatorio del Sur de la Universidad de Toronto, participó en programas con astrónomos. en todo el mundo, y más recientemente ha contribuido generosamente a la educación astronómica de escolares, padres y maestros.

## Características orbitales
Shelton está situado a una distancia media del Sol de 2,319 ua, pudiendo alejarse hasta 2,707 ua y acercarse hasta 1,930 ua. Su excentricidad es 0,167 y la inclinación orbital 24,02 grados. Emplea 1289,90 días en completar una órbita alrededor del Sol.

## Características físicas
La magnitud absoluta de Shelton es 13,6.